# Абу Зейд, Абдельхамид
Абдельхамид Абу Зейд (при рождении Мохамед Гхадир; 1965, Алжир — 25 февраля 2013, Мали) — алжирский боевик, исламист, контрабандист. К 2010 году стал одним из трёх главных полевых командиров Аль-Каиды в странах исламского Магриба, военной организации с центром в Мали.
Убит во время военной операции французских и канадских войск 25 февраля 2013 года в бою на севере Мали. Смерть Абу Зейда была подтверждена представителем Аль-Каиды 5 марта 2013 года. 23 марта смерть Абу Зейда подтвердил президент Франции Франсуа Олланд.